# 임종훈 (탁구 선수)
임종훈(林鐘勲, 1997년 1월 21일~)은 대한민국의 탁구 선수로 2024년 하계 올림픽 혼합 복식 종목에서 동메달을 획득했다. 또한 세계 탁구 선수권 대회에서 메달 4개를 획득했고 2018년 ITTF 월드 투어 그랜드 파이널스 남자 복식 종목에서 우승했다.

## 경력
2024년 7월 프랑스 파리에서 열린 2024년 하계 올림픽에 대한민국 국가대표로 참가했다. 신유빈과 함께 출전한 혼합 복식 준결승에서 중국의 왕추친과 쑨잉사에게 패했으며 홍콩의 황전팅과 도우호이캄 조를 꺾고 동메달을 획득하였다.